# Bukovînka, Turka
Bukovînka (în ucraineană Буковинка) este un sat în comuna Komarnîkî din raionul Turka, regiunea Liov, Ucraina.

## Demografie
Componența lingvistică a localității Bukovînka
     Ucraineană (100%)
Conform recensământului din 2001, toată populația localității Bukovînka era vorbitoare de ucraineană (100%).